# Gebetsstadt

Titelseite der Eliot-Bibel in der Massachusett-Sprache

Als Gebetsstadt (engl. Praying town) wurden Orte in Neuengland bezeichnet, in denen im 17. Jahrhundert die Überreste der dort lebenden Ureinwohner christianisiert werden sollten.
Beim Ausbruch des Pequot-Krieges im Jahre 1637 geriet ein Indianerjunge aus Long Island in weiße Gefangenschaft. Einige Zeit später wurde er Diener in einer englischen Familie und erlernte die englische Sprache. John Eliot, ein puritanischer Pfarrer in Roxbury, holte ihn zu sich, da er einen Dolmetscher brauchte, der sowohl Englisch als auch die zu den Algonkin-Sprachen gehörende Massachusett-Sprache der Indianer beherrschte. Er sollte ihm bei seinen Bemühungen helfen, die Stämme in Massachusetts im christlichen Glauben zu unterweisen.
Diese Zusammenarbeit führte schon bald zu einem bemerkenswerten Missionierungsvorhaben, den sogenannten Gebetsstädten bei den Massachusett-Indianern. Sie wurde darüber hinaus zu einem Meilenstein in der Geschichte amerikanischer Buchdruckerkunst und indianischer Bildung nach europäischen Kriterien. 1663 erschien als erste in Nordamerika gedruckte Bibel Eliots Übersetzung der Heiligen Schrift in die Sprache der Massachusett.
Eliots Bemühungen wurzelten in puritanischen Ansichten von der Heidenbekehrung. Während die englischen Landsleute in Virginia an einer Bekehrung der Indianer kaum interessiert waren, stellte für die kalvinistischen Puritaner die Bekehrung Ungläubiger ein gottgefälliges Ziel dar.
Als Elliot mit seiner Missionstätigkeit begann, war für viele Indianer in Massachusetts das Leben so hoffnungslos, dass diese puritanische Form des Christentums als Ausweg aus der Misere angesehen wurde. Im Jahre 1650 siedelte er einige indianische Konvertiten in Natick an. Auf 6.000 Acres Land (24,3 km²) sollte aus dieser Niederlassung etwa 27 km südwestlich von Boston eine Modellgemeinde der Roten Puritaner werden – eine Gebetsstadt. In den nächsten Jahren sollte die Zugehörigkeit zur Gemeinde von Natick unter den Stämmen der Region zum Statussymbol werden und eine Art indianische Elite bilden. Die Konvertierten ihrerseits verbreiteten den christlichen Glauben in entfernteren indianischen Siedlungen. Wenn diese vom relativen Wohlstand der Natick-Christen erfuhren, wollten sie auch daran Teil haben und zum Christentum konvertieren. Doch niemand war zu bewegen, sein Heimatdorf zu verlassen, also wurden auch an anderen Orten Gebetsstädte errichtet. Schon bald gab es vierzehn Gebetsstädte rings um die Massachusetts Bay und weitere sieben entstanden im zentralen Massachusetts bei den Nipmuck.
1675 jedoch fand diese Entwicklung mit dem Ausbruch des King Philip’s Wars ein jähes Ende. Die missionierten Bewohner der vierzehn Gebetsstädte an der Massachusetts Bay waren beiden Kriegsparteien verdächtig. Zum Beispiel wurden die Einwohner von Natick, Marlboro und Punkapog (heute Canton) zwangsweise von den Kolonisten auf die Deer Isle im Hafen von Boston umgesiedelt, während viele der christlichen Indianer von Magunkaquog (heute Ashland), Hassanamesitt (heute Grafton) und Chabankongkomun (heute Webster) gezwungen wurden, sich gemeinsam den indianischen Kriegern anzuschließen. Nach dem Krieg galt die militärische und politische Macht der Indianer als beendet und die Beziehungen zu den Ureinwohnern waren in der öffentlichen Politik nicht mehr von so großem Interesse. Die Indianer sanken ganz allgemein auf niedrigeres wirtschaftliches Niveau in der kolonialen Gesellschaft, manchmal auf den Status von leibeigenen Dienern. Als solche gerieten sie im Allgemeinen in Vergessenheit und werden nur selten in zeitgenössischen Darstellungen erwähnt. Sie wurden manchmal als Sozialfälle behandelt, oder im anderen Extrem diskriminiert und betrogen, aber im Großen und Ganzen einfach ignoriert.
Im Jahre 1684, acht Jahre nach dem King Philip’s War, gab es an der Massachusetts Bay nur noch vier Gebetsstädte anstelle der ehemaligen vierzehn: Natick, Punkapog, Wamesit und Chabanakongkomun. Die Indianer hielten auch in den saisonalen Sommerlagern Gottesdienste ab, von wo aus sie fischten, jagten und Kastanien sammelten.
Die Natick-Indianer, einst das erfolgreichste Experiment bei Akkulturations-Versuchen, waren zur Zeit des Senatsberichts von 1848 „praktisch ausgestorben“. Seit 1810 waren sie unter einem Vormund, der 1828 den Verkauf ihres letzten Landes überwachte und den Erlös auch verwaltete.
Das letzte Land der Punkapog wurde um 1840 von ihrem Vormund verkauft, der Erlös ging an die ärmsten Stammesmitglieder. Zu dieser Zeit gingen viele nach Boston, Canton und Stoughton, wurden aber noch als Mündel des Staates angesehen und erhielten vereinzelt Unterstützung vom Staat Massachusetts.